# René Goulaine de Laudonnière
René Goulaine de Laudonnière (c. 1529 – 1574) foi um explorador huguenote francês e fundador da colônia francesa de Fort Caroline no que hoje é Jacksonville, Flórida. O almirante Gaspard de Coligny, um huguenote, enviou Jean Ribault e Laudonnière para explorar locais potenciais na Flórida adequados para colonização pelos protestantes franceses.

## Biografia
Laudonnière era um nobre huguenote e marinheiro mercante de Poitou, França. Sua data de nascimento e origens familiares são atualmente desconhecidas. Uma escola de historiadores o vincula a um ramo da família Goulaine, sediado em Laudonnière, perto de Nantes. Uma reivindicação concorrente insiste que ele era um Burdigale (ou Bourdigalle) da cidade portuária de Les Sables-d'Olonne. Nenhum registro contemporâneo foi publicado para substanciar qualquer teoria.
Em 1562, Laudonnière foi nomeado segundo no comando da expedição Huguenote à Flórida sob o comando de Jean Ribault. Partindo em fevereiro de 1562, a expedição voltou para casa em julho, após estabelecer o pequeno povoado de Charlesfort, na atual Carolina do Sul.
Depois que as guerras religiosas francesas estouraram entre os católicos franceses e os huguenotes, Ribault fugiu da França e buscou refúgio na Inglaterra. Enquanto isso, os huguenotes planejaram outra expedição à Flórida e Laudonnière foi colocado no comando na ausência de Ribault. Em 1564, Laudonniere recebeu 50.000 coroas de Carlos IX e voltou para a Flórida com três navios e 300 colonos huguenotes.